# Liga Narodów UEFA (2024/2025)/Grupa B4
W Grupie B4 Ligi Narodów UEFA 2024/25 brały udział następujące zespoły:
- Czarnogóra
- Islandia
- Turcja
- Walia

## Tabela
| Lp. | Drużyna         | M | Z | R | P | B+ | B- | +/– | Pkt | Awans, kwalifikacja lub spadek |  | Walia | Turcja | Islandia | Czarnogóra |
| --- | --------------- | - | - | - | - | -- | -- | --- | --- | ------------------------------ |  | ----- | ------ | -------- | ---------- |
| 1   | Walia (A)       | 6 | 3 | 3 | 0 | 9  | 4  | +5  | 12  | awans do Dywizji A             |  |       | 0–0    | 4–1      | 1–0        |
| 2   | Turcja (B, A)   | 6 | 3 | 2 | 1 | 9  | 6  | +3  | 11  | baraż o awans                  |  | 0–0   |        | 3–1      | 1–0        |
| 3   | Islandia (B, S) | 6 | 2 | 1 | 3 | 10 | 13 | −3  | 7   | baraż o utrzymanie             |  | 2–2   | 2–4    |          | 2–0        |
| 4   | Czarnogóra (S)  | 6 | 1 | 0 | 5 | 4  | 9  | −5  | 3   | spadek do Dywizji C            |  | 1–2   | 3–1    | 0–2      |            |

## Wyniki
| 6 września 2024 | Walia | 0:0   | Turcja |                                                                  |
| 20:45 CET       |       | (0:0) |        | Cardiff City Stadium, Cardiff Widzów: 28 625 Sędzia: Rohit Saggi |

| 6 września 2024 | Islandia                         | 2:0   | Czarnogóra |                                                                |
| 20:45 CET       | Óskarsson 39' · Þorsteinsson 58' | (1:0) |            | Laugardalsvöllur, Reykjavík Widzów: 4683 Sędzia: Willy Delajod |

| 9 września 2024 | Turcja                  | 3:1   | Islandia    |                                                                 |
| 20:45 CET       | Aktürkoğlu 2', 52', 88' | (1:1) | 37' Pálsson | Gürsel Aksel Stadyumu, Izmir Widzów: 16 167 Sędzia: Enea Jorgji |

| 9 września 2024 | Czarnogóra | 1:2   | Walia                |                                                                    |
| 20:45 CET       | Camaj 73'  | (0:2) | 1' Moore · 3' Wilson | Stadion Pod Goricom, Podgorica Widzów: 3569 Sędzia: Georgi Kabakow |

| 11 października 2024 | Turcja      | 1:0   | Czarnogóra |                                                               |
| 20:45 CET            | Kahveci 69' | (0:0) |            | Stadion 19 Maja, Samsun Widzów: 28 829 Sędzia: Daniele Chiffi |

| 11 października 2024 | Islandia                       | 2:2   | Walia                    |                                                                |
| 20:45 CET            | Tómasson 69' · Ward 72' (sam.) | (0:2) | 11' Johnson · 29' Wilson | Laugardalsvöllur, Reykjavík Widzów: 6141 Sędzia: Antoni Bandić |

| 14 października 2024 | Islandia                      | 2:4   | Turcja                                                           |                                                                     |
| 20:45 CET            | Óskarsson 3' · Guðjohnsen 83' | (1:0) | 62' Kahveci · 67' (k.) Çalhanoğlu · 88' Güler · 90+5' Aktürkoğlu | Laugardalsvöllur, Reykjavík Widzów: 5260 Sędzia: Damian Sylwestrzak |

| 14 października 2024 | Walia           | 1:0   | Czarnogóra |                                                                  |
| 20:45 CET            | Wilson 36' (k.) | (1:0) |            | Cardiff City Stadium, Cardiff Widzów: 27 326 Sędzia: Filip Glova |

| 16 listopada 2024 | Czarnogóra | 0:2   | Islandia                        |                                                                    |
| 18:00 CET         |            | (0:0) | 73' Óskarsson · 88' Jóhannesson | Stadion Pod Goricom, Podgorica Widzów: 2354 Sędzia: Sven Jablonski |

| 16 listopada 2024 | Turcja | 0:0   | Walia |                                                                               |
| 18:00 CET         |        | (0:0) |       | Stadion im. Kadira Hasa, Kayseri Widzów: 28 812 Sędzia: Juan Martínez Munuera |

| 19 listopada 2024 | Czarnogóra             | 3:1   | Turcja     |                                                                  |
| 20:45 CET         | Krstović 29', 45', 73' | (2:1) | 37' Yıldız | Stadion Pod Goricom, Podgorica Widzów: 2579 Sędzia: Urs Schnyder |

| 19 listopada 2024 | Walia                                        | 4:1   | Islandia      |                                                                    |
| 20:45 CET         | Cullen 32', 45+1' · Johnson 65' · Wilson 79' | (2:1) | 8' Guðjohnsen | Cardiff City Stadium, Cardiff Widzów: 28 240 Sędzia: António Nobre |

## Strzelcy

### 4 gole
- Kerem Aktürkoğlu
- Harry Wilson

### 3 gole
- Nikola Krstović
- Orri Óskarsson

### 2 gole
- Andri Guðjohnsen
- İrfan Kahveci
- Liam Cullen
- Brennan Johnson

### 1 gol
- Driton Camaj
- Ísak Bergmann Jóhannesson
- Victor Pálsson
- Logi Tómasson
- Jón Dagur Þorsteinsson
- Hakan Çalhanoğlu
- Arda Güler
- Kenan Yıldız
- Kieffer Moore

### Gole samobójcze
- Danny Ward (dla Islandii)